# Милош Перуновић
Милош Перуновић (Београд, 14. јануар 1984) је српски шахиста. Стекао је титулу велемајстора 2004. Двоструки је државни првак у шаху. 2005. био је првак Србије и Црне Горе а 2007. првак Србије.

## Шаховска каријера
Перуновић је играо за прву таблу у репрезентацији СР Југославије (Србија и Црна Гора) која је освојила бронзану медаљу на Европском екипном првенству у шаху 2001 за узраст играча млађих од 18 година. Освојио је првенство Србије и Црне Горе у шаху 2005. и Првенство Србије у шаху 2007. На државним првенствима изборио је још по три сребрне и три бронзане медаље.
Перуновић је представљао своју земљу на четири Шаховске олимпијаде ( 2004, 2008, 2012, 2014) и седам пута на Европском екипном првенству у шаху (2003, 2005, 2009, 2011, 2011, 2011, 2015 и 2017).
Перуновић је изједначио на 10. и 23. месту на појединачном Европском првенству у шаху 2014, чиме се квалификовао за Светско првенство у шаху 2015, где је у првом колу поражен од Ванг Хаа .
2016. године, Перуновић је изједначио на првом месту на Grenke Chess Open у Карлсруеу са Матијасом Блибаумом, Владимиром Федосејевим, Никитом Витиуговом, Ни Хуом и Франциском Ваљехо Понсом, заузевши треће место у тајбрејку.
Завршио је други на Чигорин Меморијал Блиц турниру 2018.

## Аутор књиге
- "Модернизовани Бенков гамбит" (The Modernized Benko Gambit. Thinkers Publishing (2018)  978-9-49251-021-1)